# Fager er lien
Fager er lien er en norsk film fra 1925, som regnes som gået tabt. Filmen tilhører den national romantiske periode i 1920'erne.
Før filmen blev vist blev seks meter af filmen med dans klippet væk.